# 센 안라트 카라데니즈
《센 안라트 카라데니즈》(튀르키예어: Sen Anlat Karadeniz)는 터키의 텔레비전 드라마이다.